# John Humphrey (koszykarz)
John Humphrey (ur. 8 września 1980 w Swansboro) – amerykański koszykarz, występujący na pozycji rzucającego obrońcy.
W 2003 roku wziął udział w jednym ze spotkań And 1 Mixtape Tour, trasy streetballowej prezentowanej w stacji ESPN pod nazwą – Street Ball: The AND 1 Mix Tape Tour, które odbyło się w Raleigh. Rok później dołączył oficjalnie do składu promującego sportową markę dziewiarsko-obuwniczą And 1. Wraz z zespołem podróżował przez wiele lat, w okresie letnim, zarówno po Stanach Zjednoczonych, jak i po całym świecie w ramach And 1 Global Tour.
21 stycznia 2005 roku ustanowił rekord ligi ABA, notując 65 punktów w jednym ze spotkań. W połowie meczu miał na swoim koncie 41 punktów. W całym spotkaniu trafił 12 razy za 3 punkty. Jego zespół Boston Frenzy pokonał wtedy Maryland Nighhawks 137-131, w hali Tripp Athletic Center.
W swoim najbardziej udanym statystycznie spotkaniu w barwach Saitama Broncos zanotował 52 punkty.
Jest liderem wszech czasów II ligi japońskiej w zdobytych punktach oraz przechwytach.
Jego postać można znaleźć w grze komputerowej AND 1 Streetball (2006 – PlayStation 2, Xbox).

## Osiągnięcia
College
- Lider strzelców National Junior College Athletic Association (NJCAA – 2001)[1]
- Zaliczony do:
  - III składu NJCAA All-American (2000)[4]
  - NJCAA Division I All-Region 10 Team (2000, 2001)
- 2-krotny MVP zespołu (2000, 2001)[4]
- Wicemistrz konkursu wsadów NCAA (2003)[1]

Drużynowe
- 2-krotny wicemistrz II ligi japońskiej (2008, 2009)[1]

Indywidualne
(* – nagrody przyznane przez portale asia-basket.com, latinbasket.com)
- MVP:
  - Pucharu Ameryki Mitchella (2015)[5]
  - miesiąca II ligi japońskiej (grudzień 2006, listopad 2008)
  - tygodnia II ligi japońskiej (4x)
- Największy postęp II ligi japońskiej (2012)
- Najbardziej imponujący zawodnik meczu gwiazd II ligi japońskiej (2012)[6]
- Lider:
  - strzelców:
    - II ligi japońskiej (2006, 2007, 2013, 2014)[7][8]
    - ABA (2005)[9]
    - Pucharu Mitchella (2015)[5]

  - w przechwytach II ligi japońskiej (2014)[8]
- Zwycięzca konkursu wsadów:
  - ABA (2005)[9]
  - II ligi japońskiej – BJ League (2012)[6]
- 3-krotny uczestnik meczu gwiazd II ligi japońskiej (2007, 2012, 2014)
- Zaliczony do*:
  - I składu:
    - II ligi japońskiej (2006, 2009)[10][11]
    - zawodników zagranicznych II ligi japońskiej (2006, 2008, 2009)[10][12][11]
    - japońskiej ligi BJ League (2014)
    - All-Mitchell Pucharu Ameryki (2015)[5]

  - II składu All-BJ League (2006, 2013)
  - III składu BJ League (2007)